# بد تاسمانسدورف
بد تاسمانسدورف (به آلمانی: Bad Tatzmannsdorf) یک منطقهٔ مسکونی در اتریش است که در ناحیه اوبروارت واقع شده‌است. بد تاسمانسدورف ۱٬۳۲۹ نفر جمعیت دارد.